# Juan Agustín Augier
Juan Agustía Segundo Augier Correa Soria Medrano (Catamarca, Argentina, 1819 - Santa María, Catamarca, Argentina, 1892) fue un político argentino del siglo XIX.

## Biografía
Fue bautizado en la Iglesia Matriz de Catamarca en 1821. Su padre fue Francisco Rafael Augier y Rojano, un español que emigró a la Argentina; y su madre, María Ignacia Correa de Soria y Medrano, mujer de antiguo abolengo, descendiente de las familias más tradicionales argentinas y sudamericanas.
Juan Agustín Augier participó de la firma del Tratado de la Coalición del Norte, en Tucumán en 1840. Al año siguiente, y como consecuencia de la crítica situación de Catamarca ante la invasión rosista, tuvo que abandonar la provincia junto a sus hermanos Marcelino y Uladislao. Juan Agustín se radicó en Salta, Marcelino lo hizo en Tucumán y Uladislao regresó a Catamarca enseguida, radicándose en Andalgalá.
Radicado en Salta desde 1841, se casó el 8 de junio de 1843 con Javiera Benguria y Hoyos Torres, salteña; permaneciendo en dicha ciudad hasta el 18 de enero de 1854, cuando se trasladan a Santa María.
Javiera Benguria fue hija de José Ignacio de Benguria y Calle, español (oriundo de la vascongada), y de Juana Hoyos Torres, salteña. Su tía (hermana de su madre), Serafina Hoyos Torres, contrajo matrimonio con el general Juan Antonio Álvarez de Arenales. Juana Hoyos Torres pertenecía a una de las primeras familias radicadas en Salta desde su fundación.
Hombre metódico, dedicado a la actividad agrícola, de una amplia cultura y defensor de sus ideales políticos, tuvo una importante participación de la actividad política de Catamarca que lo llevó a ser consultado por distintas personalidades de la época. Precursor del Club Unión del Oeste, agrupación de la "línea avellanedista", amigo personal del general Bartolomé Mitre, de Adolfo Alsina y de Nicolás Avellaneda, trabajó denodadamente para la elección presidencial tanto de Mitre como de Avellaneda.
Fueron sus contertulios políticos catamarqueños, entre otros, Vicente Bascoy, Agustín J. de la Vega, Abel Del Viso, J. Frías y T .Padilla, de Tucumán (Manuel B. Zavaleta) y de Córdoba (W. Garnero).
En la presidencia de Mitre fue designado funcionario en la ciudad de Catamarca donde permaneció durante 1863. Desde allí mantuvo informado asiduamente al Presidente Mitre sobre la situación política provincial.
- Datos: Q6298769